# Thới Thạnh, Thạnh Phú
Thới Thạnh là một xã thuộc huyện Thạnh Phú, tỉnh Bến Tre, Việt Nam.
Xã Thới Thạnh có diện tích 19,64 km², dân số năm 1999 là 8060 người, mật độ dân số đạt 410 người/km².